# Хотераса
Хотераса (рум. Hotărasa) — село у повіті Вилча в Румунії. Входить до складу комуни Копечень.
Село розташоване на відстані 174 км на захід від Бухареста, 33 км на південний захід від Римніку-Вилчі, 71 км на північ від Крайови, 147 км на південний захід від Брашова.

## Населення
За даними перепису населення 2002 року у селі проживали 319 осіб, усі — румуни. Усі жителі села рідною мовою назвали румунську.